# Pamela Bjorkman
Pour les articles homonymes, voir Bjorkman.
Pamela Jane Bjorkman (également orthographié Pamela J. Björkman, née en 1956 à Portland dans l'Oregon) est une biochimiste américaine. Elle est professeure de biologie à l'Institut de Technologie de Californie (Caltech), Professeure associée de biochimie à l'université du Sud de la Californie et chercheuse au Howard Hughes Medical Institute (HHMI).

## Biographie
Bjorkman a obtenu un Baccalauréat ès Sciences en chimie à l'Université de l'Oregon, sous la direction de Hayes Griffith et Patricia Jost. Elle a obtenu son Doctorat en biochimie à l'Université Harvard en 1984, où elle a travaillé dans le laboratoire de Don Wiley. Elle a effectué ses recherches postdoctorales au sein de ce même laboratoire. Elle y a résolu le problème de la première structure cristalline dela protéine HLA-A2). Ce travail a été publié en 1987,. Bjorkman poursuit ses recherches postdoctorales à l'Université Stanford, au sein du laboratoire de Mark Davis. Elle y étudie les récepteurs des lymphocytes T qui reconnaissent les antigènes. En 1989, elle rejoint la faculté de Biologie à l'Institut de Technologie de Californie en tant que professeure associée. Elle devient professeure titulaire en 1998, et chercheuse au  Howard Hughes Medical Institute en 1999.
Elle effectue des recherches en biologie structurale pour étudier les interactions des protéines impliquées dans la reconnaissance immunitaire. Elle utilise des techniques telles que la cristallographie aux rayons X, la microscopie confocale et la microscopie électronique. Ses recherches se focalisent plus précisément sur l'étude de la structure des protéines liées au Complexe majeur d'histocompatibilité de classe I. 

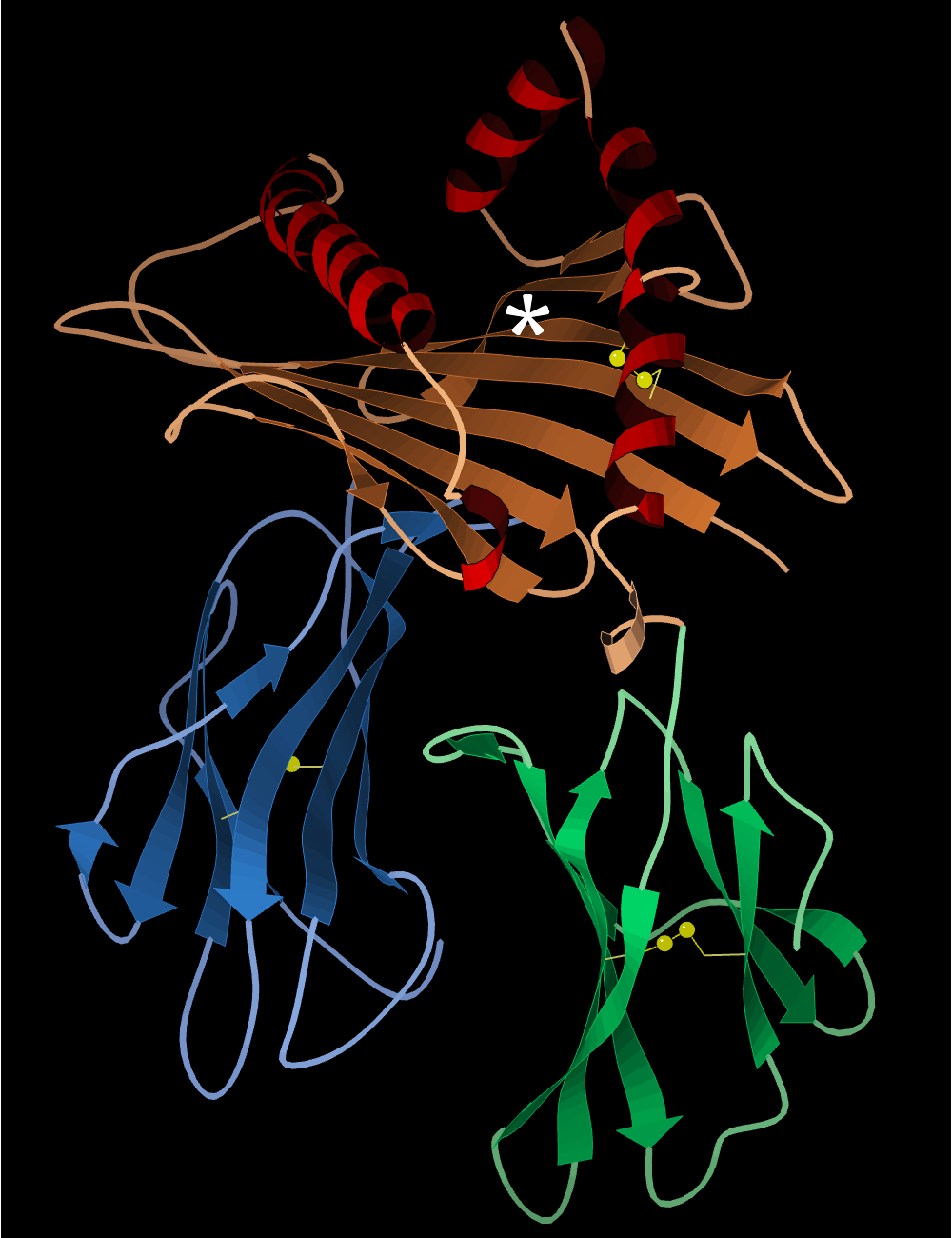
molécule HLA-A2

### Vie privée
Bjorkman est mariée au neurobiologiste Kai George Zinn, également professeur à Caltech. Bjorkman et Zinn, ont deux enfants.

## Récompenses
- 1989 : Bourse de Chercheuse en Sciences Biomédicales par The Pew Charitable Trusts
- 1993 : Prix William Coley de l'institut de recherche sur le cancer
- 1994 : Prix Gairdner (conjointement avec Don Wiley)
- 1994 : Prix James Klinenberg[8]
- 1996 : Prix de l'association américaine d'immunologie[9]
- 1996 : Prix Paul-Ehrlich-et-Ludwig-Darmstaedter
- 1997 : membre de l'Académie américaine des arts et des sciences[1]
- 2001 : membre de la Académie nationale des sciences[10]
- 2002 : Bourse de recherche de la société Max Planck
- 2004 : Prix Rose Payne[11]
- 2006 : Prix L'Oréal-Unesco pour les femmes et la science
- 2010 : Prix du National Institutes of Health
- 2025 : prix Wolf de médecine[12]